# Englische Badmintonmeisterschaft 2014
Die Englische Badmintonmeisterschaft 2014  fand vom 7. bis zum 9. Februar 2014 im National Badminton Centre in Milton Keynes statt.

## Medaillengewinner
| Disziplin    | Gold                          | Silber                        | Bronze                          |
| ------------ | ----------------------------- | ----------------------------- | ------------------------------- |
| Herreneinzel | Rajiv Ouseph                  | Sam Parsons                   | Ben Beckman                     |
| Herreneinzel | Rajiv Ouseph                  | Sam Parsons                   | Toby Penty                      |
| Dameneinzel  | Sarah Walker                  | Elizabeth Cann                | Panuga Riou                     |
| Dameneinzel  | Sarah Walker                  | Elizabeth Cann                | Nicola Cerfontyne               |
| Herrendoppel | Chris Adcock Andrew Ellis     | Chris Langridge Peter Mills   | Chris Coles Matthew Nottingham  |
| Herrendoppel | Chris Adcock Andrew Ellis     | Chris Langridge Peter Mills   | Peter Briggs Harley Towler      |
| Damendoppel  | Gabrielle Adcock Lauren Smith | Heather Olver Kate Robertshaw | Suzanne Rayappan Jenny Wallwork |
| Damendoppel  | Gabrielle Adcock Lauren Smith | Heather Olver Kate Robertshaw | Ira Banerjee Jessica Pugh       |
| Mixed        | Chris Adcock Gabrielle Adcock | Chris Langridge Heather Olver | Peter Mills Jenny Wallwork      |
| Mixed        | Chris Adcock Gabrielle Adcock | Chris Langridge Heather Olver | Gary Fox Sophie Brown           |

## Finalergebnisse
| Disziplin    | Sieger                        | Finalist                      | Ergebnis           |
| ------------ | ----------------------------- | ----------------------------- | ------------------ |
| Herreneinzel | Rajiv Ouseph                  | Sam Parsons                   | 21–9, 21–8         |
| Dameneinzel  | Sarah Walker                  | Elizabeth Cann                | 18-21, 21-9, 21–17 |
| Herrendoppel | Chris Adcock Andrew Ellis     | Chris Langridge Peter Mills   | 21–18, 21–11       |
| Damendoppel  | Gabrielle Adcock Lauren Smith | Heather Olver Kate Robertshaw | 21-10, 21-19       |
| Mixed        | Chris Adcock Gabrielle Adcock | Chris Langridge Heather Olver | 21–18, 21–16       |